# Tennant (Iowa)
Tennant é uma cidade localizada no estado americano de Iowa, no Condado de Shelby.

## Demografia
Segundo o censo americano de 2000, a sua população era de 73 habitantes.
Em 2006, foi estimada uma população de 71, um decréscimo de 2 (-2.7%).

## Geografia
De acordo com o United States Census Bureau tem uma área de
1,8 km², dos quais 1,8 km² cobertos por terra e 0,0 km² cobertos por água.

## Localidades na vizinhança
O diagrama seguinte representa as localidades num raio de 16 km ao redor de Tennant.